# Рудавський Михайло Сергійович
Миха́йло Сергі́йович Руда́вський (нар. 26 травня 2001, Харків, Україна) — український футболіст, лівий захисник. Колишній гравець юнацької збірної України U-19.

## Біографія
Народився та почав займатися футболом у Харкові, перші тренери — Сергій Сохань та Роман Мельник. У чемпіонатах ДЮФЛУ провів 92 матчі, в яких забив 12 м'ячів, за харківські команди ХТЗ, УФК і «Металіст», а також донецький «Шахтар». У 2018 році став переможцем чемпіонату ДЮФЛУ U-17. За юнацьку та молодіжну команду «Шахтаря» провів сумарно 50 матчів (3 голи), завоювавши срібні медалі юнацького (U-19) чемпіонату України 2018/19 та молодіжного чемпіонату України 2020/21. Також в активі Михайла 11 поєдинків за «Шахтар» в Юнацькій лізі УЄФА.
У сезоні 2021/22, не завершеному через повномасштабне російське вторгнення в Україну, дебютував на професійному рівні, провівши за «Вовчанськ» 12 матчів: 10 — у Другій лізі та 2 — в Кубку України.
15 серпня 2022 року став гравцем «Металіста 1925». Дебютував в Українській прем’єр-лізі 23 серпня 2022 року у виїзній грі харківського клубу проти «Шахтаря» (0:0), провівши на полі повний матч. Всього за півтора сезони зіграв за «Металіст 1925» 11 матчів в УПЛ та 2 — в Кубку України. 
Наприкінці лютого 2024 року підписав контракт з першоліговим клубом «Діназ». 24 червня 2024 року перейшов до іншої команди першої ліги, чернівецької «Буковини». 

### Збірна України
У жовтні 2019 року був викликаний Олегом Кузнецовим до складу юнацької (U-19) збірної України. Єдиний матч у складі збірної провів 10 жовтня 2019 року проти збірної Греції (0:0).